# Colomba (film, 1920)
Pour les articles homonymes, voir Colomba.
Pour plus de détails, voir Fiche technique et Distribution.
Colomba est un film muet français réalisé par Jean Hervé, sorti en 1920.

## Fiche technique
- Titre original : Colomba
- Réalisation : Jean Hervé
- Scénario : Édouard Chimot, d'après la nouvelle de Prosper Mérimée
- Société de production : Cosmograph
- Société de distribution : Cosmograph
- Pays d'origine :  France
- Langue : film muet avec les intertitres  en français
- Format : Noir et blanc  — 35 mm — 1,33:1 — Film muet
- Genre : Film dramatique
- Dates de sortie : 
  -  France : 3 décembre 1920

## Distribution
- Mirella Marcovici : Colomba
- Victor Vina : Orso
- Marthe Laverne : Lydia
- Philippe Rolla
- Halma
- Max Dartigny